# Щецин (Люблинское воеводство)
Щецин (пол. Szczecyn — село в Польше, в гмине Госцерадув Красницкого уезда Люблинского воеводства.
Население составляет 532 человека (2011).
В 1975—1998 годах село входило в состав Тарнобжегского воеводства.

## Демография
Демографическая структура состоянию на 31 марта 2011:
|         | В общем | Несовершеннолетние | Работоспособные | Пенсионеры |
| ------- | ------- | ------------------ | --------------- | ---------- |
| мужчины | 264     | 54                 | 174             | 36         |
| женщины | 268     | 50                 | 148             | 70         |
| вместе  | 532     | 104                | 322             | 106        |